# Андреєв Євген Миколайович
Євген Миколайович Андреєв (рос. Евгений Николаевич Андреев; 4 вересня 1926, Новосибірськ, РРФСР, СРСР — 9 лютого 2000, Щолково, Московська область, Росія) — Герой Радянського Союзу, заслужений парашутист-випробувач СРСР, заслужений майстер спорту СРСР, полковник.

## Життєпис
Народився в Новосибірську 4 вересня 1926 року. Член КПРС з 1972 року. Виховання отримав в дитячому будинку. У рядах  Радянської Армії з 1943 року. Навчався в льотній школі міста Армавір в групі випробувачів парашутної техніки НДІ ВПС СРСР.
У 1955 році закінчив Рязанське повітряно-десантне командне училище. Після закінчення ВНЗ став випробувачем парашутних систем. 1 листопада 1962 року на стратостаті «Волга» разом з Петром Долговим піднявся на висоту 25 500 метрів і здійснив стрибок з парашутом. 24500 метрів він подолав у вільному падінні з максимальною швидкістю 900 кілометрів на годину. Таким чином він встановив діючий світовий рекорд висоти вільного падіння, зарахований Міжнародною авіаційною федерацією (ФАІ, Fédération Aéronautique Internationale, FAI).
Указом Президії Верховної Ради СРСР від 12 грудня 1962 року за мужність та героїзм, проявлені при випробуванні парашутної техніки Андреєву Євгену Миколайовичу присвоєно звання Героя Радянського Союзу, з врученням ордена Леніна і медалі «Золота Зірка» (№ 11092).
У загальній складності Євген Андреєв зробив 8 стрибків з стратосфери.
Жив у Щолково Московської області. Помер 9 лютого 2000 року. Похований на кладовищі села Леоніха Щолковського району.